# Leichtathletik-Halleneuropameisterschaften 2017/Dreisprung der Frauen
Der Dreisprung der Frauen bei den Leichtathletik-Halleneuropameisterschaften 2017 fand am 3. März 2017 in der Kombank-Arena in Belgrad statt. Im Finale setzte sich mit europäischer Jahresbestleistung von 14,37 Metern die Deutsche Kristin Gierisch vor Patrícia Mamona aus Portugal und Paraskevi Papachristou aus Griechenland durch.

## Rekorde
| Rekorde vor der Leichtathletik-Halleneuropameisterschaften 2017 | Rekorde vor der Leichtathletik-Halleneuropameisterschaften 2017 | Rekorde vor der Leichtathletik-Halleneuropameisterschaften 2017 | Rekorde vor der Leichtathletik-Halleneuropameisterschaften 2017 | Rekorde vor der Leichtathletik-Halleneuropameisterschaften 2017 |
| --------------------------------------------------------------- | --------------------------------------------------------------- | --------------------------------------------------------------- | --------------------------------------------------------------- | --------------------------------------------------------------- |
| Weltrekord                                                      | Tatjana Romanowna Lebedewa                                      | 15,36 m                                                         | Budapest                                                        | 6. März 2004                                                    |
| Europarekord                                                    | Tatjana Romanowna Lebedewa                                      | 15,36 m                                                         | Budapest                                                        | 6. März 2004                                                    |
| Meisterschaftsrekord                                            | Ashia Hansen                                                    | 15,16 m                                                         | Valencia                                                        | 28. Februar 1998                                                |
| Weltjahresbestleistung                                          | Yulimar Rojas                                                   | 14,79 m                                                         | Madrid                                                          | 28. Februar 2017                                                |
| Europäischer Jahresbestleistung                                 | Elena Panțuroiu                                                 | 14,33 m                                                         | Bukarest                                                        | 4. Februar 2017                                                 |

Im Finale verbesserte Kristin Gierisch mit ihrem zweiten Sprung die europäische Jahresbestleistung auf 14,37 Meter.

## Ergebnisse

### Qualifikation
Die Qualifikation fand in der Kombank-Arena am 3. März 2017 um 12:00 Uhr Mitteleuropäischer Zeit statt.
| Platz | Athletin                | Nationalität | #1    | #2    | #3    | Weite (m) |
| ----- | ----------------------- | ------------ | ----- | ----- | ----- | --------- |
| 01    | Jenny Elbe              | Deutschland  | 13,88 | 14,27 | –     | 14,27 PB  |
| 02    | Kristin Gierisch        | Deutschland  | x     | 14,26 | –     | 14,26 SB  |
| 03    | Ana Peleteiro           | Spanien      | x     | 13,90 | 14,20 | 14,20 PB  |
| 04    | Kristiina Mäkelä        | Finnland     | 14,01 | 14,18 | –     | 14,18 SB  |
| 05    | Anna Jagaciak-Michalska | Polen        | 14,15 | –     | –     | 14,15 PB  |
| 06    | Paraskevi Papachristou  | Griechenland | 14,12 | –     | –     | 14,12     |
| 07    | Patrícia Mamona         | Portugal     | 13,80 | 13,75 | 14,03 | 14,03     |
| 08    | Susana Costa            | Portugal     | 13,72 | 13,92 | 13,97 | 13,97 PB  |
| 09    | Jeanine Assani-Issouf   | Frankreich   | 13,93 | 13,94 | 13,83 | 13,94     |
| 10    | Iryna Waskouskaja       | Belarus      | 13,85 | x     | 13,79 | 13,85     |
| 11    | Elena Panțuroiu         | Rumänien     | 13,51 | 13,69 | 13.84 | 13,84     |
| 12    | Dana Velďáková          | Slowakei     | x     | 13,44 | 13.72 | 13,72     |
| 13    | Dariya Derkach          | Italien      | 13,42 | 13,44 | 13.69 | 13,69     |
| 14    | Merilyn Uudmäe          | Estland      | 13,55 | 12,95 | 13.18 | 13,55 PB  |
| 15    | Cristina Bujin          | Rumänien     | 13,44 | x     | x     | 13,44     |
| 16    | Ruslana Zichozka        | Ukraine      | 12,71 | 13,31 | 13,05 | 13,31     |
| 17    | Petra Koren             | Slowenien    | 13,26 | 12,17 | 11,47 | 13,26     |
| 18    | Neele Eckhardt          | Deutschland  | 13,22 | x     | 11,84 | 13,22     |

Während Jenny Elbe und Kristin Gierisch sich direkt für das Finale qualifizieren konnten, konnte die dritte deutsche Starterin Neele Eckhardt keinen guten Wettkampf abliefern und schied mit einer Weite von 13,22 Metern als Letztplatzierte aus dem Wettbewerb aus. Zudem konnte sich überraschend mit Elena Panțuroiu die europäische Jahresbeste mit einer Weite von 13,84 Metern nicht für das Finale qualifizieren.

### Finale
Das Finale fand in der Kombank-Arena am 3. März 2017 um 17:50 Uhr Mitteleuropäischer Zeit statt.
| Rank | Athlete                 | Nationalität | #1    | #2    | #3    | #4    | #5    | #6    | Weite (m) |
| ---- | ----------------------- | ------------ | ----- | ----- | ----- | ----- | ----- | ----- | --------- |
|      | Kristin Gierisch        | Deutschland  | x     | 14.37 | x     | x     | x     | 13.91 | 14.37 EL  |
|      | Patrícia Mamona         | Portugal     | 14.24 | 14.25 | 14.29 | x     | 14.32 | 14.01 | 14.32 SB  |
|      | Paraskevi Papachristou  | Griechenland | 14.04 | 14.20 | 14.24 | 14.17 | x     | x     | 14.24 SB  |
| 4    | Anna Jagaciak-Michalska | Polen        | 13.82 | 13.92 | x     | 14.14 | 13.89 | 13.91 | 14.14     |
| 5    | Ana Peleteiro           | Spanien      | 14.13 | x     | x     | 13.72 | 13.65 | x     | 14.13     |
| 6    | Jenny Elbe              | Deutschland  | 14.12 | x     | 11.99 | 13.91 | 13.02 | x     | 14.12     |
| 7    | Susana Costa            | Portugal     | 13.83 | 13.99 | x     | 13.89 | 13.65 | 13.71 | 13.99 PB  |
| 8    | Kristiina Mäkelä        | Finnland     | 13.56 | 13.70 | x     | 13.73 | 13.57 | 13.68 | 13.73     |

Während Jenny Elbe ihre Leistungen aus der Qualifikation nicht bestätigen konnte, verbesserte Kristin Gierisch die europäische Jahresbestleistung mit ihrem zweiten Sprung und sicherte sich mit diesem Sprung EM-Gold und ihren ersten internationalen Titel.